# فابیان جانسون
فابیان جانسون (انگلیسی: Fabian Johnson؛ زاده ۱۱ دسامبر ۱۹۸۷) یک بازیکن فوتبال اهل ایالات متحده آمریکا است.
وی همچنین در تیم ملی فوتبال ایالات متحده آمریکا بازی کرده‌است.